# Sierra Leone aux Jeux olympiques d'été de 2012
Le/a Sierra Leone participe aux Jeux olympiques d'été de 2012 à Londres (Royaume-Uni) du 27 juillet au 12 août de la même année, pour la quantième fois[Combien ?] lors de Jeux d'été.

## Athlétisme
Les athlètes de Sierra Leone ont jusqu'ici atteint les minima de qualification dans les épreuves d'athlétisme suivantes (pour chaque épreuve, un pays peut engager trois athlètes à condition qu'ils aient réussi chacun les minima A de qualification, un seul athlète par nation est inscrit sur la liste de départ si seuls les minima B sont réussis), :
- minima A réalisé par trois athlètes (ou plus)aucun minimum ;
- minima A réalisé par deux athlètesaucun ;
- minima A réalisé par un athlèteaucun ;
- minima B réalisé par un athlète (ou plus)saut en longueur femmes.

### Homme
| Athlète       | Compétition  | Tour 1                                     | Demi-finales | Finale   |
| Athlète       | Compétition  | Résultat                                   | Résultat     | Résultat |
| ------------- | ------------ | ------------------------------------------ | ------------ | -------- |
| Ibrahim Turay | Hommes 200 m | 51e - 21,90" 32,877 km/h RP - Non qualifié |              |          |

### Femme
| Athlète   | Compétition             | Qualification              | Finale   |
| Athlète   | Compétition             | Résultat                   | Résultat |
| --------- | ----------------------- | -------------------------- | -------- |
| Ola Sesay | Femmes Saut en longueur | 23e - 6,22 m Non qualifiée |          |